# Dante's Inferno (1935)
Dante's Inferno (bra A Nave de Satã) é um filme norte-americano de 1935, do gênero drama fantástico, dirigido por Harry Lachman, com roteiro de Philip Klein e Robert Yost vagamente baseado no livro poético A Divina Comédia, de Dante Alighieri.

## Elenco
- Spencer Tracy como Jim Carter
- Claire Trevor como Betty McWade
- Henry B. Walthall como Pop McWade
- Alan Dinehart como Jonesy
- Scotty Beckett como Alexander Carter (creditada como Scott Beckett)
- Rita Hayworth como dançarina (creditada como Rita Cansino)
- Willard Robertson como inspetor Harris
- Morgan Wallace como Chad Williford

## Produção
Algumas cenas do inferno foram retiradas do filme da Fox Dante's Inferno (1924) que originalmente tinha sido pintado de vermelho.